# ニゴンボ
ニゴンボ（シンハラ語: මීගමුව [ˈmiːɡamuʋə]、タミル語: நீர்கொழும்பு [nir koɭumbu]、英語: Negombo）は、スリランカの西部州ガンパハ県の都市である。スリランカの西海岸、ニゴンボ・ラグーンの入り口に位置している。人口は約12万8千人で、スリランカで5番目に大きな都市である。スリランカ最大の都市コロンボから北に約37kmの地点に位置するスリランカの主要な商業のハブの一つである。ニゴンボは古代から続く漁業と美しいビーチで知られている。スリランカの中でも特に西欧風のライフスタイルが浸透している都市である。ネゴンボと表記されることもある。

## 地理と気候
ニゴンボは標高2mほどの陸地と水域が入り混じった地形に位置している。オランダ時代に建設された運河が都市の中心部を横切っている。ニゴンボ・ラグーンはニゴンボの主要なランドマークの一つである。ニゴンボのマングローブ林には190種類を超える野生のスパイスや多数の鳥類が生息している。都市の北の境界はインド洋に注ぎ込むMa Oya川により構成されている。
ニゴンボはケッペンの気候区分で熱帯モンスーン気候に属す。都市の降水の多くは5月から8月と10月から1月の南西モンスーンの時期にもたらされる。しかし残りの期間もまた対流性降雨により多少の降水量がある。年間の平均降水量は約2,400mmである。平均気温は24℃から30℃程度で変化し、湿度は2月から4月にかけて高い数値を示す。
| ニゴンボの気候         | ニゴンボの気候 | ニゴンボの気候 | ニゴンボの気候 | ニゴンボの気候 | ニゴンボの気候 | ニゴンボの気候 | ニゴンボの気候 | ニゴンボの気候 | ニゴンボの気候 | ニゴンボの気候 | ニゴンボの気候 | ニゴンボの気候 | ニゴンボの気候 |
| 月                     | 1月            | 2月            | 3月            | 4月            | 5月            | 6月            | 7月            | 8月            | 9月            | 10月           | 11月           | 12月           | 年             |
| ---------------------- | -------------- | -------------- | -------------- | -------------- | -------------- | -------------- | -------------- | -------------- | -------------- | -------------- | -------------- | -------------- | -------------- |
| 平均最高気温 °C （°F） | 30 (86)        | 31 (88)        | 31 (88)        | 31 (88)        | 31 (88)        | 29 (84)        | 29 (84)        | 29 (84)        | 29 (84)        | 29 (84)        | 29 (84)        | 29 (84)        | 29.8 (85.5)    |
| 平均最低気温 °C （°F） | 22 (72)        | 22 (72)        | 23 (73)        | 24 (75)        | 26 (79)        | 25 (77)        | 25 (77)        | 25 (77)        | 25 (77)        | 24 (75)        | 23 (73)        | 22 (72)        | 23.8 (74.9)    |
| 降水量 mm （inch）     | 89 (3.5)       | 69 (2.72)      | 147 (5.79)     | 231 (9.09)     | 371 (14.61)    | 224 (8.82)     | 135 (5.31)     | 109 (4.29)     | 160 (6.3)      | 348 (13.7)     | 315 (12.4)     | 147 (5.79)     | 2,345 (92.32)  |
| [ 要出典 ]             |                |                |                |                |                |                |                |                |                |                |                |                |                |

## 人口動態
2001年の国勢調査では、ニゴンボの人口はガンパハ県全体の12%を記録した。ニゴンボは多民族・多文化が共生する都市である。シンハラ人が多数派であるが、タミルやムスリムの大きなコミュニティもまた存在している。以下にニゴンボの民族別の人口を示す。
| 民族                 | 人口（2001年） | %    |
| -------------------- | -------------- | ---- |
| シンハラ人           | 87,207         | 68%  |
| スリランカ・タミル   | 17,112         | 13%  |
| インド・タミル       | 2,238          | 1.7% |
| スリランカ・ムーア   | 19,022         | 15%  |
| バーガー人           | 1,020          | 0.9% |
| スリランカ・マレー   | 292            | 0.3% |
| スリランカ・チェティ | 257            | 0.3% |
| Bharatha             | 400            | 0.4% |
| 中国人               | 118            | 0.1% |
| その他               | 334            | 0.3% |
| 合計                 | 128,000        | 100% |

## 宗教

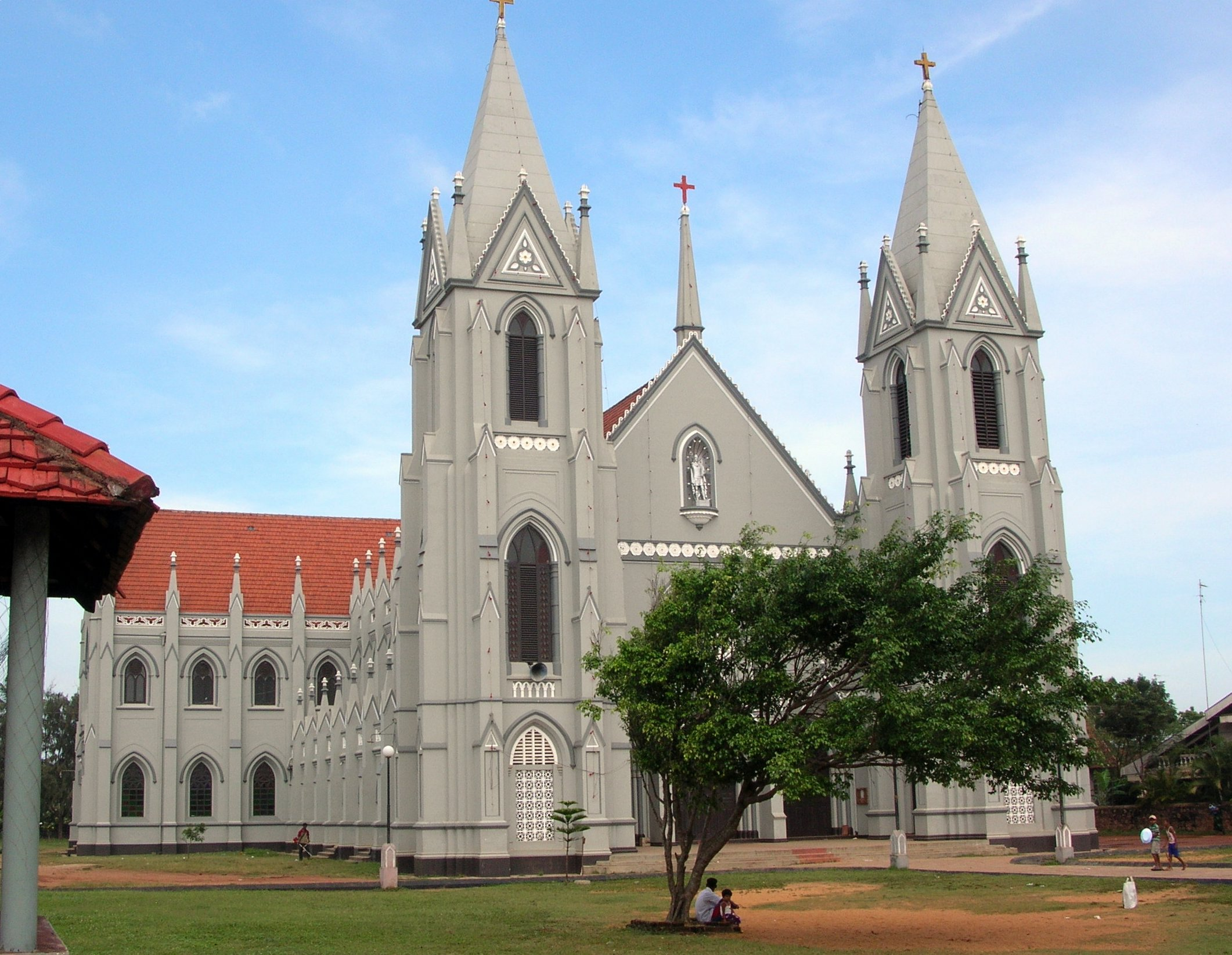
聖セバスチャン教会

ニゴンボはまた多数の宗教が共存する都市でもある。ヨーロッパの植民地化以降、ニゴンボではカトリックが多数派を占めており、その他に仏教、ヒンドゥー教、イスラム教が併存する状態となっている。ニゴンボは「リトル・ローマ」という愛称でも知られており、これはポルトガル時代この地域に聖メアリー教会を始めとする多くの美しい建築物が建てられたことによる。ニゴンボにはKatuwapitiya教会、シー・ストリート教会、グランド・ストリート教会の3つの大きな小教区が存在する。ニゴンボ全体では20以上のカトリック教会が存在している。
仏教寺院としては、Abhayasekararamaya寺院、Dutugamunu viharaya、アサプワが有名である。Agurukaramulla Raja maha viharayaにはスリランカ全土から毎年多くの仏教徒が参拝に訪れる。
ヒンドゥー寺院はKali Amman寺院、Ganapathi寺院、Muththumari amman寺院、Karumari Amman寺院といったものが存在している。
モスクは6つが存在しており、そのうちニゴンボ・グランド・ジャーマー・マスジド (Negombo Grand Jumma Masjid) はスリランカでも最大級のモスクである。
こうした主要な宗教以外にも、末日聖徒イエス・キリスト教会といった諸宗派もニゴンボに教会を構えている。

## 経済
ニゴンボはスリランカの空の玄関バンダラナイケ国際空港まで約7㎞の地点にあり、また都市にはポルトガル・オランダの植民地時代から使用されている国内最大の漁港が存在している。ニゴンボ・ラグーンではカニやエビをとることができる。ニゴンボの主要産業は観光業と漁業であるが、シナモン、陶芸、黄銅といったものの生産もまた行われている。コロンボ証券取引所や主要な金融機関もニゴンボに支部を置いている。ニゴンボのダウンタウンにはデパートや大きなスーパーマーケット、様々なブランドショップやブティックといった店舗が並んでいる。

## 交通

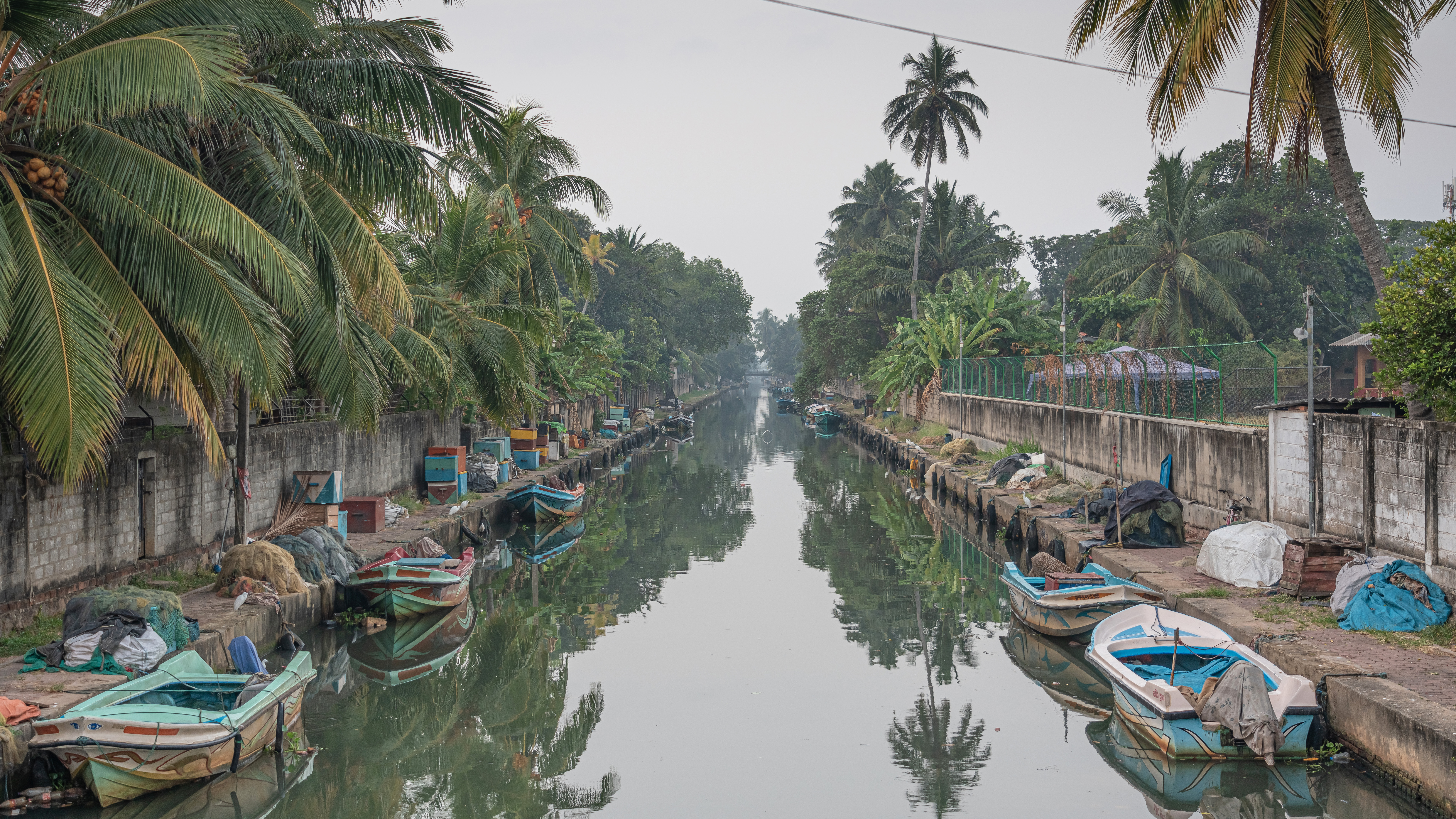
オランダにより建設された運河。元々は香辛料の輸送用に作られたが、現在では地元漁師が海に出るために使われている

コロンボから延びるA3ハイウェイが、ニゴンボを経由してアヌラーダプラ、さらには北のジャフナやトリンコマリーへと通じている。ニゴンボにはまた何本ものBグレード道路も接続しており、都市を地域の交通の拠点としている。
ニゴンボのバスターミナルはスリランカにおける最良のバスターミナルの一つで、近代的なサービスを提供している。このバスターミナルからはコロンボ、キャンディ、クルネーガラ、ケーガッラ、ラトゥナプラ、マンナールといったスリランカの主要都市へのバス路線が運行されている。
市内にはKurana、ニゴンボ、カットゥワの3つの鉄道駅が存在する。ニゴンボ駅はコロンボ－プッタラム線の主要な駅で、南のカルタラからコロンボを通って北のチラウ、プッタラムへと通じている。ニゴンボ駅にはコロンボ－チラウの都市間列車も停車する。
ニゴンボはバンダラナイケ国際空港にも近い。